# Konstantin Zyrjanov
Konstantin Georgiejevitsj Zyrjanov (Russisch: Константин Георгиевич Зырянов) (Perm, 5 oktober 1977) is een voormalig Russisch betaald voetballer die bij voorkeur op het middenveld speelde. Hij verruilde in 2007 Torpedo Moskou voor FK Zenit Sint-Petersburg. In 2006 debuteerde hij in het Russisch voetbalelftal, waarvoor hij meer dan dertig interlands speelde.
Zyrjanovs profloopbaan begon in 1994 bij Amkar Perm. Dat verruilde hij zes jaar later voor Torpedo Moskou, waarvoor hij tot 2007 actief was. Vervolgens tekende hij bij FK Zenit Sint-Petersburg waarmee hij in 2007 Russisch landskampioen werd en in 2008 de UEFA Cup won.
Zyrjanovs maakte deel uit van de Russische nationale selectie tijdens onder meer het EK 2008.

## Erelijst
FK Zenit Sint-Petersburg
- Beker van Rusland

2010
- Russisch landskampioen

2007, 2010, 2011/12
- Russische Super Cup

2008, 2011
- UEFA Cup

2008
- UEFA Super Cup

2008